# Charles Casali
Charles Casali (27. april 1923 - 8. januar 2014) var en schweizisk fodboldspiller (midtbane).
Casali spillede 19 kampe og scorede ét mål for det schweiziske landshold. Han var med i landets trup til VM 1954 på hjemmebane, og spillede tre af holdets fire kampe i turneringen, hvor schweizerne blev slået ud i kvartfinalen.
Casali repræsenterede på klubplan BSC Young Boys i fødebyen Bern.